# Yves de Seny
 (février 2015).
Si vous disposez d'ouvrages ou d'articles de référence ou si vous connaissez des sites web de qualité traitant du thème abordé ici, merci de compléter l'article en donnant les références utiles à sa vérifiabilité et en les liant à la section « Notes et références ».
Yves de Seny est un notaire et homme politique belge né le 23 janvier 1938 à Liège et mort le 13 septembre 2015  dans la même ville. Social chrétien, il était membre du PSC.

## Biographie
Yves de Seny est licencié en notariat (UCL), 1963); notaire. Il est président des jeunes PSC de Liège en 1958 puis membre du comité d'arrondissement du PSC de Waremme (1977); sympathisant de l’asbl Belgique et Chrétienté, il est un farouche opposant à la dépénalisation de l'avortement; fondateur du Syndicat national des propriétaires et rédacteur en chef de son périodique Le Cri.

### Carrière politique
- sénateur (1988-1995)
  - membre du Conseil régional wallon (1988-1995)
  - Secrétaire du bureau (1992-1995)

### Vie privée
- Il est le fils de Charles de Seny et Anne Marie Le Maire;
- Il épousa en 1963 Wivine de Wouters de Bouchout (1942-), dont  il divorça ;
  - Ils eurent 4 enfants : Gaëtan, Anne, Christine et Marie Emmanuelle de Seny
- Il épouse en 2e noces Monique Fallon (1947-)
- Il a cinq petites filles prénommée Valentine (dite Veronique) , Charlotte(la pref), Louise (la pref), Emeline (la pref) et Violette.
- Il a quatre petits fils prénommé Alexandre, Grégoire, Charles (le préf)  Augustin.

- Yves aimait faire des cabanes pour ses petits enfants. Il arrivait à avaler des roses, des verres d’eaux et à les recracher sec. Il vivait dans le maison du géant avec Merry, le fouine et le coq agressif.

Son abonnement 1ère classe en tant que sénateur lui a permis d’emmenser ses petits enfants aux quartes coins de la Belgique.